# Tào Tiết (hoạn quan)
Tào Tiết (chữ Hán: 曹節; ?-181) là hoạn quan nhà Đông Hán trong lịch sử Trung Quốc. Ông dự triều chính từ thời Hán Thuận Đế đến thời Hán Linh Đế.

## Sự nghiệp
Tào Tiết tự là Hán Phong, người Tân Dã quận Nam Dương (Kinh châu, thuộc Hồ Nam). Tổ tiên ông là người Ngụy quận, từng làm quan 2000 thạch. Thời Hán Thuận Đế, Tào Tiết là người hầu trông coi ngựa và xe ở tây viên, được thăng lên chức Tiểu hoàng môn.
Đến thời Hán Hoàn Đế, ông được thăng làm Nhiệm trung thường thị, Phụng xa đô úy.
Năm 168, khi Hán Linh Đế lên ngôi, ông được đi cùng đoàn xe ngựa hộ vệ vua mới vào cung. Do có công với vua Linh Đế, ít lâu sau ông được phong làm Trường An hương hầu, hưởng thực ấp 600 hộ.
Do vua còn nhỏ, Đậu thái hậu chấp chính. Cha Đậu thái hậu là ngoại thích Đại tướng quân Đậu Vũ cùng Trần Phồn mưu trừ các hoạn quan. Tào Tiết cùng Trường lạc ngũ quan sử Chu Vũ và 17 hoạn quan khác lo sợ, bèn bàn mưu cùng nhau làm ra một chiếu chỉ giả, bổ nhiệm Trường lạc thực giám Vương Phủ làm Hoàng môn lệnh, mang quân đi đánh Đậu Vũ và Trần Phồn. Hai người bị diệt, Tào Tiết có tham gia được phong làm Trường lạc vệ úy, Phong Dục hương hầu, cấp thêm thực ấp 3000 hộ.
Năm 169, Tào Tiết được bổ nhiệm làm Xa kỵ tướng quân, nhưng sau đó ông bị ốm nặng, bị thu hồi ấn tướng, chỉ còn giữ chức Trung thường thị hưởng 2000 thạch lương.
Năm 172, Đậu thái hậu qua đời. Có người viết bài "Thiên hạ đại loạn" nói rằng chính Tào Tiết và Vương Phủ đã hại thái hậu, đồng thời tố cáo tội ác của các hoạn quan. Hán Linh Đế vốn tin yêu hoạn quan, bèn sai Tư Lệ hiệu úy Lưu Mãnh điều tra. Lưu Mãnh vốn không ưa các hoạn quan nên bỏ qua không truy cứu, kết quả sau 1 tháng không tìm ra ai, do đó Lưu Mãnh bị giáng chức làm Gián nghị đại phu. Sau đó Hán Linh Đế bổ nhiệm Ngự sử trung thừa Đoạn Hạng lên thay Lưu Mãnh, lệnh phải truy tìm thủ phạm. Sau một thời gian, khắp nơi đều có người bị lùng bắt, quân lính vào cả các trường học, tất cả hơn 1000 người bị bắt giữ.
Tào Tiết oán hận Lưu Mãnh, xui Đoạn Hạng tâu lên vua Linh Đế kết tội Lưu Mãnh, muốn kết án Lưu Mãnh đi đày, nhưng có nhiều người kêu oan hộ nên cuối cùng Lưu Mãnh được thoát tội.
Tào Tiết lại cùng Vương Phủ vu cáo em Linh Đế là Bột Hải vương Lưu Lý mưu làm phản và kết tội chết. Qua vụ này có 12 hoạn quan được ghi nhận công lao và được phong thưởng, trong đó Tào Tiết được gia tăng thực ấp 4600 hộ, tổng số lên 7600 hộ. Những người trong họ Tào Tiết và các hoạn quan đều được bổ nhiệm làm quan các quận huyện.
Năm 179, một số người tố cáo Vương Phủ chuyên quyền, nhưng ngược lại họ bị bắt giam và chết trong ngục. Cùng năm, Tào Tiết được phong làm Thượng thư lệnh.
Năm 181, Tào Tiết qua đời. Ông phục vụ tất cả năm đời vua Hán trong khoảng 40 năm, được truy tặng là Xa kỵ tướng quân. Con nuôi ông được hưởng kế thừa thực ấp.